# Tonsilla lingualis
De tonsillae linguales (enkelvoud: tonsilla lingualis) of tongamandelen zijn ronde massa's van lymfeweefsel die de achterkant van de tong bestrijken.
Deze weefsels zijn gelegen op het dorsale oppervlak aan de basis van de tong, diep in de keel. Ze zijn alleen zichtbaar te maken met speciale medische apparatuur, zoals een laryngoscoop.
Het lymfeweefsel is erg geconcentreerd en het oppervlak is bedekt met een gestreepte epitheellaag, die samenkomt en openingen, cryptes, vormt in elke tongamandel. Ze zijn deels omringd door bindweefsel, wat hen samen met de neusamandelen en keelamandelen in de groep van deels ingekapselde lymfeorganen plaatst. Ze zijn verbonden met de slijmvliezen van mond en keel, die een directe afvoer hebben in de amandelcrypte.

## Additionele afbeeldingen

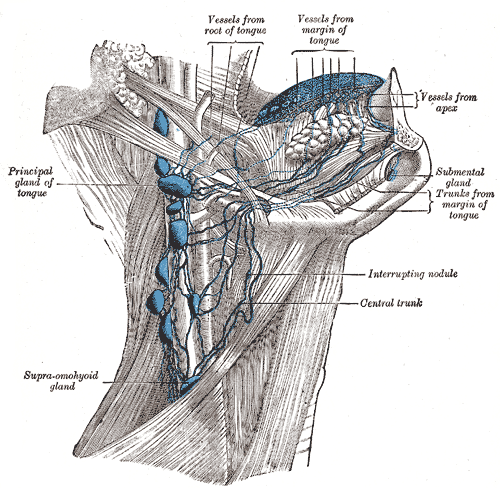
Lymfestelsel van de tong.
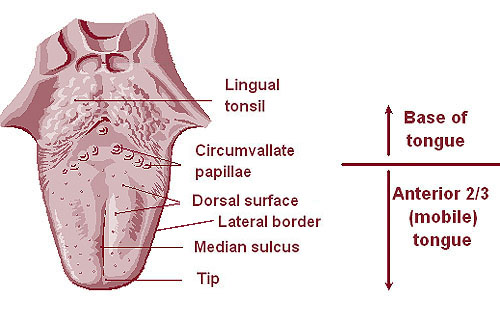
Geschematiseerde weergave van de gehele tong, waarop ook de tongamandelen zijn afgebeeld.